# Imotsko polje
Imotsko polje, także Imotsko-bekijsko polje – polje w Bośni i Hercegowinie oraz Chorwacji, położone na terenie Dalmacji.

## Opis
Jego wysokość waha się w przedziale 248–283 m n.p.m., a całkowita powierzchnia wynosi 95 km², z czego większość przypada na część bośniacko-hercegowińską. Rozciąga się na kierunkach północny zachód – południe. Wymiary to 33 × 6 km.
Centrum gospodarczym obszaru jest Imotski. Osadnictwo skupia się w następujących miejscowościach: Zmijavci, Runović, Donji Proložac i Postranje po stronie chorwackiej i Grude, Sovići i Drinovci po stronie bośniacko-hercegowińskiej. W pobliżu tej ostatniej funkcjonuje elektrownia wodna Peć Mlini. Dzięki żyznym glebom Imotsko Polje jest wykorzystywane rolniczo do uprawy kukurydzy, tytoniu, winorośli, warzyw i owoców. Część jego obszaru objęta jest ochroną przyrodniczą, jak np. Prološko blato.